# Certificazione di Italiano come Lingua Straniera
Certificazione di Italiano come Lingua Straniera (CILS) – międzynarodowy egzamin z języka włoskiego dla obcokrajowców, organizowany przez Uniwersytet w Sienie.
Do egzaminu można przystępować m.in. w Centro Italiano di Cultura, ośrodku kultury włoskiej w Bielsku-Białej.
Składa się z czterech poziomów, a jego celem jest określenie stopnia znajomości języka włoskiego. 
Egzamin składa się z ćwiczeń, sprawdzających umiejętności w następujących zakresach:
- słuchanie,
- czytanie,
- analiza struktur gramatycznych,
- pisanie,
- mówienie.

| Poziom biegłości językowej, określony przez Radę Europy | Poziomy CILS  |
| ------------------------------------------------------- | ------------- |
| Podstawowy: A1 A2                                       | -             |
| Średni: B1 B2                                           | CILS 1 CILS 2 |
| Zaawansowany: C1 C2                                     | CILS 3 CILS 4 |